# Nosaby Kirke
Nosaby Kirke (svensk: Nosaby kyrka) ligger i byen Nosaby i Kristianstads kommun i Sverige. Kirken er i nygotik og er tegnet af arkitekten Helgo Zettervall.Den blev indviet i 1875.
På stedet kirken står har det tidligere ligget en stenkirke fra 1100'erne.